# Processo de Moran
Um processo de Moran ou modelo de Moran é um processo estocástico simples usado em biologia para descrever populações finitas. O processo recebe este nome em homenagem a Patrick Moran, que propôs o modelo pela primeira vez em 1958. Pode ser usado para modelar processos que aumentam a variedade, tais como mutações, assim como efeitos que diminuem a variedade, tais como a deriva genética e a seleção natural. O processo pode descrever a dinâmica probabilística em uma população finita com tamanho constante {\displaystyle N} na qual dois alelos A e B estão competindo por dominância. Os dois alelos são considerados replicadores reais (isto é, entidades que fazem cópias de si mesmas). 
Em cada momento, um indivíduo aleatório (que pode ser tanto do tipo A, como do tipo B) é escolhido para reprodução e um indivíduo aleatório é escolhido para morte, garantindo assim que o tamanho da população permaneça constante. Para a seleção do modelo, um tipo deve ter uma aptidão maior, tendo por isso maior probabilidade de ser escolhido para reprodução. O mesmo indivíduo pode ser escolhido para morte e para reprodução no mesmo momento.

## Deriva neutra
A deriva neutra é a ideia de que uma mutação neutra pode se espalhar por uma população, de modo que eventualmente o alelo original seja perdido. Uma mutação neutra não traz qualquer vantagem ou desvantagem em aptidão ao portador. O caso simples do processo de Moran pode descrever este fenômeno.
Se o número de indivíduos A for dado por {\displaystyle i}, então, o processo de Moran é definido no espaço de estados {\displaystyle i=0,...,N}. Já que o número de indivíduos A pode mudar no máximo em uma unidade a cada momento, a transição existe somente entre o estado {\displaystyle i} e os estados {\displaystyle i-1} e {\displaystyle i+1}. Assim, a matriz de transição do processo estocástico é tridiagonal em forma e as probabilidades de transição são
{\displaystyle {\begin{aligned}P_{i,i-1}&={\frac {N-i}{N}}{\frac {i}{N}}\\P_{i,i}&=1-P_{i,i-1}-P_{i,i+1}\\P_{i,i+1}&={\frac {i}{N}}{\frac {N-i}{N}}\\\end{aligned}}}
A entrada {\displaystyle P_{i,j}} denota a probabilidade de se passar do estado {\displaystyle i} para o estado {\displaystyle j}. Para entender as fórmulas para as probabilidades de transição, é necessário observar a definição do processo que afirma que sempre um indivíduo será escolhido para reprodução e um indivíduo será escolhido para a morte. Uma vez que os indivíduos A tenham morrido, eles nunca mais serão reintroduzidos na população, já que o processo não modela mutações (A não pode ser reintroduzido na população uma vez que tenha morrido e vice-versa), logo, {\displaystyle P_{0,0}=1}. Pela mesma razão, a população de indivíduos A permanecerá sempre {\displaystyle N}, uma vez que tenha alcançado este número e tomado conta de população, logo, {\displaystyle P_{N,N}=1}. Os estados {\displaystyle 0} e {\displaystyle N} são chamados de absorventes, enquanto os estados {\displaystyle 1,...,N-1} são chamados de transientes. As probabilidades intermediárias de transição podem ser explicadas considerando o primeiro termo como a probabilidade de escolha do indivíduo cuja abundância aumentará em uma unidade e o segundo termo a probabilidade de escolha do outro tipo para a morte. Obviamente, se o mesmo tipo é escolhido para a reprodução e para a morte, então, a abundância deste tipo não muda.
Eventualmente a população atingirá um dos estados absorventes e nele permanecerá para sempre. Nos estados transientes, flutuações aleatórias ocorrerão, mas eventualmente a população será extinta ou atingirá fixação. Esta é uma das mais importantes diferenças em relação a processos determinísticos que não podem modelar eventos aleatórios. O valor esperado e a variância do número de indivíduos A {\displaystyle X(t)} no momento {\displaystyle t} podem ser computados quando um estado inicial {\displaystyle X(0)=1} é dado: 
{\displaystyle {\begin{aligned}\operatorname {E} [X(t)\mid X(0)=i]&=i\\\operatorname {Var} (X(t)\mid X(0)=i)&={\tfrac {2i}{N}}\left(1-{\tfrac {i}{N}}\right){\frac {1-\left(1-{\frac {2}{N^{2}}}\right)^{t}}{\frac {2}{N^{2}}}}\end{aligned}}}
Para o valor esperado, o cálculo ocorre como segue abaixo. Escrevendo p = ⁠i/N⁠,
{\displaystyle {\begin{aligned}\operatorname {E} [X(t)\mid X(t-1)=i]&=(i-1)P_{i,i-1}+iP_{i,i}+(i+1)P_{i,i+1}\\&=2ip(1-p)+i(p^{2}+(1-p)^{2})\\&=i.\end{aligned}}}
Escrevendo {\displaystyle Y=X(t)} e {\displaystyle Z=X(t-1)} e aplicando a lei da esperança total, {\displaystyle \operatorname {E} [Y]=\operatorname {E} [\operatorname {E} [Y\mid Z]]=\operatorname {E} [Z].} Aplicando o argumento repetidamente, temos {\displaystyle \operatorname {E} [X(t)]=\operatorname {E} [X(0)],} ou {\displaystyle \operatorname {E} [X(t)\mid X(0)=i]=i.}
Para a variância, o cálculo ocorre como segue abaixo. Escrevendo {\displaystyle V_{t}=\operatorname {Var} (X(t)\mid X(0)=i),} temos
{\displaystyle {\begin{aligned}V_{1}&=E\left[X(1)^{2}\mid X(0)=i\right]-\operatorname {E} [X(1)\mid X(0)=i]^{2}\\&=(i-1)^{2}p(1-p)+i^{2}\left(p^{2}+(1-p)^{2}\right)+(i+1)^{2}p(1-p)-i^{2}\\&=2p(1-p)\end{aligned}}}
Para todo t, {\displaystyle (X(t)\mid X(t-1)=i)} e {\displaystyle (X(1)\mid X(0)=i)} são identicamente distribuídos, logo, suas variâncias são iguais. Escrevendo como antes {\displaystyle Y=X(t)} e {\displaystyle Z=X(t-1)} e aplicando a lei da variância total,
{\displaystyle {\begin{aligned}\operatorname {Var} (Y)&=\operatorname {E} [\operatorname {Var} (Y\mid Z)]+\operatorname {Var} (\operatorname {E} [Y\mid Z])\\&=E\left[\left({\frac {2Z}{N}}\right)\left(1-{\frac {Z}{N}}\right)\right]+\operatorname {Var} (Z)\\&=\left({\frac {2\operatorname {E} [Z]}{N}}\right)\left(1-{\frac {\operatorname {E} [Z]}{N}}\right)+\left(1-{\frac {2}{N^{2}}}\right)\operatorname {Var} (Z).\end{aligned}}}
Se {\displaystyle X(0)=i}, obtemos
{\displaystyle V_{t}=V_{1}+\left(1-{\frac {2}{N^{2}}}\right)V_{t-1}.}
Rescrevendo a equação
{\displaystyle V_{t}-{\frac {V_{1}}{\frac {2}{N^{2}}}}=\left(1-{\frac {2}{N^{2}}}\right)\left(V_{t-1}-{\frac {V_{1}}{\frac {2}{N^{2}}}}\right)=\left(1-{\frac {2}{N^{2}}}\right)^{t-1}\left(V_{1}-{\frac {V_{1}}{\frac {2}{N^{2}}}}\right)}
temos
{\displaystyle V_{t}=V_{1}{\frac {1-\left(1-{\frac {2}{N^{2}}}\right)^{t}}{\frac {2}{N^{2}}}}}
como desejado.
A probabilidade de que A atinja fixação é chamada de probabilidade de fixação. Para o processo de Moran simples, esta probabilidade é {\displaystyle x_{i}={\frac {i}{N}}}
Já que todos os indivíduos têm a mesma aptidão, todos terão a mesma chance de se tornar o antecessor de toda a população. Esta probabilidade é {\displaystyle {\frac {1}{N}}}, logo, a soma de todas as probabilidades {\displaystyle i} (para todos os indivíduos A) é {\displaystyle {\frac {i}{N}}}. O tempo médio até a absorção, a partir do estado {\displaystyle i}, é dado por
{\displaystyle k_{i}=N\left[\sum _{j=1}^{i}{\frac {N-i}{N-j}}+\sum _{j=i+1}^{N-1}{\frac {i}{j}}\right]}
O tempo médio gasto no estado j, a partir do estado i, é dado por
{\displaystyle k_{i}^{j}=\delta _{ij}+P_{i,i-1}k_{i-1}^{j}+P_{i,i}k_{i}^{j}+P_{i,i+1}k_{i+1}^{j}}
Aqui, δij denota o delta de Kronecker. Esta equação recursiva pode ser resolvida usando-se uma nova variável qi de modo que {\displaystyle P_{i,i-1}=P_{i,i+1}=q_{i}}, logo, {\displaystyle P_{i,i}=1-2q_{i}}> Reescrevendo, temos
{\displaystyle k_{i+1}^{j}=2k_{i}^{j}-k_{i-1}^{j}-{\frac {\delta _{ij}}{q_{i}}}}
A variável {\displaystyle y_{i}^{j}=k_{i}^{j}-k_{i-1}^{j}} é usada e a equação se torna
{\displaystyle {\begin{aligned}y_{i+1}^{j}&=y_{i}^{j}-{\frac {\delta _{ij}}{q_{i}}}\\\\\sum _{i=1}^{m}y_{i}^{j}&=(k_{1}^{j}-k_{0}^{j})+(k_{2}^{j}-k_{1}^{j})+\cdots +(k_{m-1}^{j}-k_{m-2}^{j})+(k_{m}^{j}-k_{m-1}^{j})\\&=k_{m}^{j}-k_{0}^{j}\\\sum _{i=1}^{m}y_{i}^{j}&=k_{m}^{j}\\\\y_{1}^{j}&=(k_{1}^{j}-k_{0}^{j})=k_{1}^{j}\\y_{2}^{j}&=y_{1}^{j}-{\frac {\delta _{1j}}{q_{1}}}=k_{1}^{j}-{\frac {\delta _{1j}}{q_{1}}}\\y_{3}^{j}&=k_{1}^{j}-{\frac {\delta _{1j}}{q_{1}}}-{\frac {\delta _{2j}}{q_{2}}}\\&\vdots \\y_{i}^{j}&=k_{1}^{j}-\sum _{r=1}^{i-1}{\frac {\delta _{rj}}{q_{r}}}={\begin{cases}k_{1}^{j}&j\geq i\\k_{1}^{j}-{\frac {1}{q_{j}}}&j\leq i\end{cases}}\\\\k_{i}^{j}&=\sum _{m=1}^{i}y_{m}^{j}={\begin{cases}i\cdot k_{1}^{j}&j\geq i\\i\cdot k_{1}^{j}-{\frac {i-j}{q_{j}}}&j\leq i\end{cases}}\end{aligned}}}
Sabendo que {\displaystyle k_{N}^{j}=0} e
{\displaystyle q_{j}=P_{j,j+1}={\frac {j}{N}}{\frac {N-j}{N}}}
podemos calcular {\displaystyle k_{1}^{j}}:
{\displaystyle {\begin{aligned}k_{N}^{j}=\sum _{i=1}^{m}y_{i}^{j}=N\cdot k_{1}^{j}&-{\frac {N-j}{q_{j}}}=0\\k_{1}^{j}&={\frac {N}{j}}\end{aligned}}}
Portanto
{\displaystyle k_{i}^{j}={\begin{cases}{\frac {i}{j}}\cdot k_{j}^{j}&j\geq i\\{\frac {N-i}{N-j}}\cdot k_{j}^{j}&j\leq i\end{cases}}}
com {\displaystyle k_{j}^{j}=N}. Agora, ki, o tempo total do estado i até a fixação pode ser calculado
{\displaystyle {\begin{aligned}k_{i}=\sum _{j=1}^{N-1}k_{i}^{j}&=\sum _{j=1}^{i}k_{i}^{j}+\sum _{j=i+1}^{N-1}k_{i}^{j}\\&=\sum _{j=1}^{i}N{\frac {N-i}{N-j}}+\sum _{j=i+1}^{N-1}N{\frac {i}{j}}\end{aligned}}}
Para um {\displaystyle N} grande, a aproximação
{\displaystyle \lim _{N\to \infty }k_{i}\approx -N^{2}\left[(1-x_{i})\ln(1-x_{i})+x_{i}\ln(x_{i})\right]}
está correta.

## Seleção
Se um alelo tem uma vantagem de aptidão comparado a outro alelo, é mais provável que ele seja escolhido para reprodução. Isto pode ser incorporado ao modelo se indivíduos com alelo A tiverem a aptidão {\displaystyle f_{i}} e os indivíduos com alelo B tiverem a aptidão gi, em que {\displaystyle i} é o número de indivíduos do tipo A, descrevendo assim um processo geral de nascimento e morte. A matriz de transição do processo estocástico é tridiagonal em forma e as possibilidades de transição são
{\displaystyle {\begin{aligned}P_{i,i-1}&={\frac {g_{i}(N-i)}{f_{i}\cdot i+g_{i}(N-i)}}\cdot {\frac {i}{N}}\\P_{i,i}&=1-P_{i,i-1}-P_{i,i+1}\\P_{i,i+1}&={\frac {f_{i}\cdot i}{f_{i}\cdot i+g_{i}(N-i)}}\cdot {\frac {N-i}{N}}\\\end{aligned}}}
A entrada {\displaystyle P_{i,j}} denota a probabilidade de se passar do estado {\displaystyle i} para o estado {\displaystyle j}. Para entender as fórmulas para as probabilidades de transição, é necessário observar a definição do processo e ver que a aptidão entra apenas no primeiro termo nas equações quanto à reprodução. Assim, a probabilidade de que um indivíduo A seja escolhido para reprodução não é mais {\displaystyle {\frac {i}{N}}}, mas dependente da aptidão de A, logo,
{\displaystyle {\frac {f_{i}\cdot i}{f_{i}\cdot i+g_{i}(N-i)}}.}
Também neste caso, as probabilidades de fixação a partir do estado {\displaystyle i} são definidas pela recorrência
{\displaystyle x_{i}={\begin{cases}0&i=0\\\beta _{i}x_{i-1}+(1-\alpha _{i}-\beta _{i})x_{i}+\alpha _{i}x_{i+1}&1\leq i\leq N-1\\1&i=N\end{cases}}}
A forma fechada é dada por
{\displaystyle x_{i}={\frac {\displaystyle 1+\sum _{j=1}^{i-1}\prod _{k=1}^{j}\gamma _{k}}{\displaystyle 1+\sum _{j=1}^{N-1}\prod _{k=1}^{j}\gamma _{k}}}\qquad {\text{(1)}}}

em que {\displaystyle \gamma _{i}=P_{i,i-1}/P_{i,i+1}} por definição e será simplesmente {\displaystyle g_{i}/f_{i}} para o caso geral.
Também neste caso, as probabilidades de fixação podem ser computadas, mas as probabilidades de transição não são simétricas. A notação {\displaystyle P_{i,i+1}=\alpha _{i},P_{i,i-1}=\beta _{i},P_{i,i}=1-\alpha _{i}-\beta _{i}} e {\displaystyle \gamma _{i}=\beta _{i}/\alpha _{i}} é usada. A probabilidade de fixação pode ser definida recursivamente e uma nova variável {\displaystyle y_{i}=x_{i}-x_{i-1}} é introduzida.
{\displaystyle {\begin{aligned}x_{i}&=\beta _{i}x_{i-1}+(1-\alpha _{i}-\beta _{i})x_{i}+\alpha _{i}x_{i+1}\\\beta _{i}(x_{i}-x_{i-1})&=\alpha _{i}(x_{i+1}-x_{i})\\\gamma _{i}\cdot y_{i}&=y_{i+1}\end{aligned}}}
Agora, duas variáveis obtidas da definição da variável yi podem ser usadas para encontrar uma solução de forma fechada para as probabilidades de fixação:
{\displaystyle {\begin{aligned}\sum _{i=1}^{m}y_{i}&=x_{m}&&1\\y_{k}&=x_{1}\cdot \prod _{l=1}^{k-1}\gamma _{l}&&2\\\Rightarrow \sum _{m=1}^{i}y_{m}&=x_{1}+x_{1}\sum _{j=1}^{i-1}\prod _{k=1}^{j}\gamma _{k}=x_{i}&&3\end{aligned}}}
Combinando (3) e xN = 1:
{\displaystyle x_{1}\left(1+\sum _{j=1}^{N-1}\prod _{k=1}^{j}\gamma _{k}\right)=x_{N}=1.}
que implica:
{\displaystyle x_{1}={\frac {1}{1+\sum _{j=1}^{N-1}\prod _{k=1}^{j}\gamma _{k}}}}
Isto, por sua vez, nos dá:
{\displaystyle x_{i}={\frac {\displaystyle 1+\sum _{j=1}^{i-1}\prod _{k=1}^{j}\gamma _{k}}{\displaystyle 1+\sum _{j=1}^{N-1}\prod _{k=1}^{j}\gamma _{k}}}}
Este caso geral em que a aptidão de A e B depende da abundância de cada tipo é estudado em teoria evolutiva dos jogos.
Resultados menos complexos são obtidos se uma diferença constante de aptidões {\displaystyle r} for assumida. Indivíduos do tipo A se reproduzem a uma taxa constante {\displaystyle r} e indivíduos com alelo B se reproduzem a uma taxa 1. Assim, se A tiver uma vantagem de aptidão sobre B, {\displaystyle r} será maior que um, de outra forma, será menor que um. Assim, a matriz de transição do processo estocástico é tridiagonal em forma e as probabilidades de transição são
{\displaystyle {\begin{aligned}P_{0,0}&=1\\P_{i,i-1}&={\frac {N-i}{r\cdot i+N-i}}\cdot {\frac {i}{N}}\\P_{i,i}&=1-P_{i,i-1}-P_{i,i+1}\\P_{i,i+1}&={\frac {r\cdot i}{r\cdot i+N-i}}\cdot {\frac {N-i}{N}}\\P_{N,N}&=1.\end{aligned}}}
Neste caso, {\displaystyle \gamma _{i}=1/r} é um fator constante para cada composição da população e, assim, simplificando a probabilidade de fixação da equação (1), temos
{\displaystyle x_{i}={\frac {1-r^{-i}}{1-r^{-N}}}\quad \Rightarrow \quad x_{1}=\rho ={\frac {1-r^{-1}}{1-r^{-N}}}\qquad {\text{(2)}}}
em que a probabilidade de fixação de um único mutante A em uma população que, de outra forma, seria inteiramente do tipo B é frequentemente de interesse, sendo denotada por {\displaystyle \rho }.
Também no caso da seleção, o valor esperado e a variância do número de indivíduos A podem ser computados
{\displaystyle {\begin{aligned}\operatorname {E} [X(t)\mid X(t-1)=i]&=ps{\dfrac {1-p}{ps+1}}+i\\\operatorname {Var} (X(t+1)\mid X(t)=i)&=p(1-p){\dfrac {(s+1)+(ps+1)^{2}}{(ps+1)^{2}}}\end{aligned}}}
em que p = ⁠i/N⁠ e r = 1 + s.
Para o valor esperado, o cálculo ocorre como segue abaixo
{\displaystyle {\begin{aligned}\operatorname {E} [\Delta (1)\mid X(0)=i]&=(i-1-i)\cdot P_{i,i-1}+(i-i)\cdot P_{i,i}+(i+1-i)\cdot P_{i,i+1}\\&=-{\frac {N-i}{ri+N-i}}{\frac {i}{N}}+{\frac {ri}{ri+N-i}}{\frac {N-i}{N}}\\&=-{\frac {(N-i)i}{(ri+N-i)N}}+{\frac {i(N-i)}{(ri+N-i)N}}+{\frac {si(N-i)}{(ri+N-i)N}}\\&=ps{\dfrac {1-p}{ps+1}}\\\operatorname {E} [X(t)\mid X(t-1)=i]&=ps{\dfrac {1-p}{ps+1}}+i\end{aligned}}}
Para a variância, o cálculo ocorre como segue abaixo, usando a variância de um único passo
{\displaystyle {\begin{aligned}\operatorname {Var} (X(t+1)\mid X(t)=i)&=\operatorname {Var} (X(t))+\operatorname {Var} (\Delta (t+1)\mid X(t)=i)\\&=0+E\left[\Delta (t+1)^{2}\mid X(t)=i\right]-\operatorname {E} [\Delta (t+1)\mid X(t)=i]^{2}\\&=(i-1-i)^{2}\cdot P_{i,i-1}+(i-i)^{2}\cdot P_{i,i}+(i+1-i)^{2}\cdot P_{i,i+1}-\operatorname {E} [\Delta (t+1)\mid X(t)=i]^{2}\\&=P_{i,i-1}+P_{i,i+1}-\operatorname {E} [\Delta (t+1)\mid X(t)=i]^{2}\\&={\frac {(N-i)i}{(ri+N-i)N}}+{\frac {(N-i)i(1+s)}{(ri+N-i)N}}-\operatorname {E} [\Delta (t+1)\mid X(t)=i]^{2}\\&=i(N-i){\frac {2+s}{(ri+N-i)N}}-\operatorname {E} [\Delta (t+1)\mid X(t)=i]^{2}\\&=i(N-i){\frac {2+s}{(ri+N-i)N}}-\left(ps{\dfrac {1-p}{ps+1}}\right)^{2}\\&=p(1-p){\frac {2+s(ps+1)}{(ps+1)^{2}}}-p(1-p){\frac {ps^{2}(1-p)}{(ps+1)^{2}}}\\&=p(1-p){\dfrac {2+2ps+s+p^{2}s^{2}}{(ps+1)^{2}}}\end{aligned}}}

## Taxa de evolução
Em uma população inteiramente composta por indivíduos B, um único mutante A tomará conta de toda a população com a probabilidade
{\displaystyle \rho ={\frac {1-r^{-1}}{1-r^{-N}}}.\qquad {\text{(2)}}}
Se a taxa de mutação (intensidade com que se vai do alelo B ao alelo A) na população for {\displaystyle u}, então, a taxa com a qual um membro da população mutacionará a A é dada por {\displaystyle N\times u} e a taxa com a qual toda a população irá de inteiramente B a inteiramente A é a taxa a que o alelo mutante A surge vezes a probabilidade de que tomará conta de toda a população (probabilidade de fixação):
{\displaystyle R=N\cdot u\cdot \rho =u\quad {\text{if}}\quad \rho ={\frac {1}{N}}.}
Assim, se a mutação for neutra (isto é, se a probabilidade de fixação for apenas {\displaystyle {\frac {1}{N}}}), então, a taxa a que um alelo surge e toma conta da população é independente do tamanho da população, sendo igual à taxa de mutação. Este importante resultado é a base da teoria neutralista da evolução e sugere que o número de mutações pontuais observadas nos genomas de duas espécies diferentes seria simplesmente dado pela taxa de mutação vezes o dobro do tempo decorrido desde a divergência. Assim, a teoria neutralista oferece um relógio molecular, dado que os pressupostos tenham sido preenchidos, o que pode não ser o caso na realidade.